# PowerFleet
PowerFleet (dříve I.D. Systems, Inc.) je americká společnost se sídlem ve Woodcliff Lake v New Jersey s kancelářemi po celém světě a technologickým inovačním centrem v Izraeli. Společnost je globálním poskytovatelem bezdrátových řešení IoT a M2M [buzzword] pro zabezpečení, kontrolu, sledování a správu vysoce hodnotných podnikových aktiv, jako jsou průmyslové nákladní automobily, tahače, intermodální přepravní kontejnery, náklad a vozový park a vozový park.

## Přehled
PowerFleet vznikla 3. října 2019, kdy I.D. Systems získal Pointer Telocation Ltd. a jejich dceřinou značku Cellocator a následně přejmenoval novou společnost na PowerFleet Inc.
PowerFleet poskytuje sadu technologií, která poskytuje telematiku, sledování majetku, viditelnost nákladu a hlášení a úpravy chování řidičů.

## Dějiny
PowerFleet byla založena v roce 1993 Kennethem S. Ehrmanem. Společnost zavedla použití technologie radiofrekvenční identifikace (RFID) pro sledování a správu průmyslových aktiv. V roce 1995 I.D. Společnost Systems získala od Poštovní služba Spojených států amerických (USPS) kontrakt ve výši 6,6 milionů $ na vývoj a implementaci systému sledování pro testovací dopisy a balíčky. I.D. Systémy byly zveřejněny na NASDAQ v roce 1999.
V roce 2005 I.D. Společnost Systems obdržela tříletou smlouvu od americké poštovní služby na implementaci bezdrátového systému správy průmyslových vozidel Wireless Asset Net ve 460 zařízeních USPS po celé zemi. V roce 2009 I.D. Společnost Systems získala didBOX Ltd., soukromého výrobce a prodejce systémů identifikace řidičů pro vozové parky vysokozdvižných vozíků se sídlem ve Spojeném království. Akvizice učinila z didBOX 100% dceřinou společnost I.D. Systémy, rozšířené I.D. Produktová řada Systems a rozšířený prodej řešení společnosti pro správu vozidel[módní slovo] na evropském trhu.
V roce 2010 I.D. Systems získala GE Asset Intelligence, LLC, obchodní jednotku společnosti General Electric Company. Akvizice rozšířila pole působnosti I.D. Produktová řada Systems a doplnila její portfolio patentů na bezdrátovou správu aktiv.
V roce 2011 I.D. Systems a Avis Budget Group podepsaly exkluzivní smlouvu o nasazení I.D. Technologie bezdrátové správy vozidel Systems na více než 25 000 vozidlech Avis Budget, která umožňuje zákazníkům Avis spravovat své pronájmy pomocí počítače nebo chytrého telefonu. Technologie může také automatizovat a urychlit proces pronájmu a vrácení vozidla, sledovat ujeté kilometry, měřit spotřebu paliva a na dálku ovládat dveřní zámky vozidla. V únoru 2013 získala společnost svůj druhý patent (patent číslo 8370268) na automatizovaný bezdrátový systém správy půjčoven automobilů.
V roce 2012 společnost spustila I.D. Systems Analytics, sada webových softwarových nástrojů pro vykazování dat.